# Алексейчиков, Александр Геннадьевич
Александр Геннадьевич Алексейчиков (род. 3 апреля 1958, Могилёв) — советский футболист, полузащитник. Мастер спорта СССР (1980). Белорусский футбольный функционер.

## Биография
Воспитанник ДЮСШ Могилёва и СДЮШОР-5 Минска, первые тренеры Михаил Верин и Юрий Пышник.
В чемпионате БССР в 1975 году играл за команду минского института физкультуры «Буревестник» и клубную команду «Динамо». В 1976 году выступал за дубль «Динамо». В 1977—1978 годах провёл за «Динамо» в первой лиге 40 матчей, забил один гол, выступал также за клубную команду (1977) и дубль (1978). В 1979 году в высшей лиге сыграл 34 матча, забил один гол. В следующем сезоне провёл 15 матчей, в 1981 году перестал попадать в состав и уступил место Алейникову. В 1982 году перешёл в «Днепр» Могилёв, с которым вышел в первую лигу. В начале сезона 1984 года перешёл в «Нефтчи» Баку, за который в высшей лиге сыграл 16 матчей, забил один гол. В следующем году вернулся в «Днепр», где в следующем году во второй лиге завершил карьеру в возрасте 28 лет.
В «Динамо» носил прозвища Фрэнсис и Ильич.
Участник Спартакиады народов СССР 1979 в составе сборной Белорусской ССР. Выступал в юношеской (1977) и олимпийской (1980) сборных СССР.
В 1981 году закончил БГОИФК.
Тренер СДЮШОР-5 (Минск, 1987—1990), со студенческой командой РТИ Минск занял третье место в первенстве БССР среди вузов (1991).
В 1990-х годах в коммерческой компании возглавлял подразделение, связанное с реализацией строительных, отделочных и сантехнических материалов.
С января 2000 года по 2006 заместитель генерального директора и генеральный директор «Динамо» Минск. Заместитель генерального директора ФК «Минск» (2007—2008, с 2013 года). Спортивный директор ФК «Минск» (2010—2012).